# Rudolf Happle
Rudolf Happle (* 18. Mai 1938 in Freiburg im Breisgau) ist ein deutscher Arzt und Limerickautor (unter dem Pseudonym Ole Haldrup).

## Leben
Rudolf Happle wurde 1966 in Freiburg zum Dr. med. promoviert. Er war als Hochschullehrer und von 1991 bis 2004 als Direktor der Klinik für Dermatologie und Allergologie der Philipps-Universität Marburg tätig. Seine Spezialgebiete sind pädiatrische Dermatologie, Genodermatosen und Haarwachstumsstörungen.
Nach ihm ist u. a. das García-Hafner-Happle-Syndrom sowie das Conradi-Hünermann-Syndrom mit benannt. Er war auch an der Benennung des MEND-Syndromes beteiligt.
Happle ist der Meinung, dass das Streben nach wissenschaftlicher Erkenntnis der universitären Medizin und das magisch-mystische Denken der Homöopathie sich gegenseitig ausschließen. Er verfasste 1992 die Marburger Erklärung zur Homöopathie und gehörte 2016 zu den Begründern des kritischen Informationsnetzwerks Homöopathie.
1995 wurde Happle zum Mitglied der Leopoldina gewählt.

## Werk als Lyriker
Unter dem Pseudonym Ole Haldrup (einem Anagramm seines Namens unter Weglassung zweier Buchstaben) veröffentlicht Happle seit 1973 Limericks, zunächst in verschiedenen Zeitungen, vor allem in der Frankfurter Rundschau, später auch in Buchform. Dabei legt Happle in Veröffentlichungen sein Verhältnis zu seinem Alter Ego nicht immer offen, in dem er z. B. in mit seinem Namen gekennzeichneten Leserbriefen entsprechende Limericks unter Pseudonym zitiert.
Obwohl Haldrup sich noch niemals an Limerick-Wettbewerben beteiligt hat, sind einige seiner Verse bei solchen Veranstaltungen preisgekrönt worden. Nachdem diese Fünfzeiler in Zeitungen erschienen waren, sind sie von Lesern bei Preisausschreiben eingesandt worden und zwar versehentlich unter deren eigenem Namen.
So kam es zum Beispiel vor, dass der Burgschauspieler Josef Meinrad im Jahre 1981 in der Fernsehsendung „Mit Schraubstock und Geige“ Haldrups Nizza-Limerick vortrug, und damit hatte irgendeine Frau Häberle aus Stuttgart-Vaihingen 50 Mark gewonnen. Kurz danach druckte die Tabakfirma Roth-Händle Haldrups Fünfzeiler „Ein steinalter Mann in Hessen...“ sowie auch „Es besaß ein Mann in Saarbrücken...“ unter einem fremden Autorennamen ab.
Ole Haldrups Verse sind teils erotischer Natur.

## Schriften
Wissenschaftliche Schriften:
- Die Geschwülste der Harnblase und ihre Behandlung. Dissertation, Universität Freiburg im Breisgau, 1966
- Mosaicism in human skin. Understanding nevi, nevoid skin disorders, and cutaneous neoplasia. Springer, Heidelberg u. a. 2013, ISBN 978-3-642-38764-7

Herausgeberschaft:
- mit E. Grosshans: Pediatric dermatology. Advances in diagnosis and treatment. Springer, Berlin u. a. 1987, ISBN 978-3-540-16991-8
- Thema Haarausfall. Neue Erkenntnisse bei Haarwuchsstörungen. Oberstebrink, Ratingen 2002, ISBN 978-3-934333-30-7

Limericks unter dem Pseudonym Ole Haldrup:
- Buch der Limericks. Mit Zeichnungen von Horst Dubiel. 3. Auflage. Nereus Verlag, Marburg 2003, ISBN 3-9809295-0-7
- Lirum, larum, Limerick. Das zweite Buch der Fünfzeiler. Mit Zeichnungen von Christine Happle. Nereus Verlag, Marburg 2004, ISBN 3-9809295-1-5